# Конченедо (Леко)
Конченедо је насеље у Италији у округу Леко, региону Ломбардија.
Према процени из 2011. у насељу је живело 57 становника. Насеље се налази на надморској висини од 918 м.